# Bansda (stato)
Lo Stato di Bansda fu uno stato principesco del subcontinente indiano, avente per capitale la città di Bansda.

## Storia

Lo stato di Bansda (verde) nell'Agenzia di Surat

Lo stato venne fondato da Virsinhji nel 1781 e la sua capitale venne posta nel villaggio di Bansda. I suoi governanti erano dei Rajput del clan Solanki che divennero noti come dinastia Vansadias. Bansda's last ruler signed the accession to the Indian Union on 10 June 1948.

## Governanti
I governanti di Bansda ebbero il titolo di "Maharaja Sahib" dal 1829 in poi.

### Maharaja Sahib
- .... - 1701                Udaisimhji II
- 1701 - 1716                Virsimhji I                        (m. 1716)
- 1716 - 1739                Ralbhamji                          (m. 1739)
- 1739 - 1753                Ghulabsimhji I                     (m. 1753)
- 1753 - 1770                Udaisimhji III                     (m. c.1770)
- 1770 - 1780                Kiratsimhji Las                    (m. 1780)
- 1780 - 1789                Virsimhji II                       (m. 1789)
- 1789 - 1793                Naharsimhji                        (m. 1793)
- 1793 - 1815                Raisimhji                          (m. 1815)
- 1815 - 27 ottobre 1828         Udaisimhji IV                      (m. 1828)
- 1828 - 16 giugno 1861         Hamirsimhji                        (n. 1826? - m. 1861)
- 1861 - 13 febbraio 1876         Ghulabsimhji II                    (n. 1838 - m. 1876)
- 6 marzo 1876 – 21 settembre 1911  Pratapsimhji Ghulabsimhji          (n. 1863 - m. 1911)
- 21 settembre 1911 – 15 agosto 1947  Indrasimhji Pratapsimhji           (n. 1888 - m. 1951) (dall'11 maggio 1937, Sir Indrasimhji Pratapsimhji)